# Cantonul Pays de Bidache, Amikuze et Ostibarre
Cantonul Pays de Bidache, Amikuze et Ostibarre este un canton francez din departamentul Pyrénées-Atlantiques.

## Istorie
Un nou decupaj teritorial al departamentului Pyrénées-Atlantiques a intrat în vigoare în 2015. Acesta a fost definit prin decretul din 25 februarie 2014, în aplicarea legilor din 17 mai 2013 (legea organică 2013-402 și legea 2013-403).
Cantonul Pays de Bidache, Amikuze și Ostibarre este format din comunele fostelor cantoane Saint-Palais (26 de comune), Bidache (4 comune), Iholdy (14 comune), La Bastide-Clairence (3 comune) și Hasparren (5 comune). Acesta este complet inclus în arondismentul Bayonne, iar centrul cantonal se află la Saint-Palais.

## Compoziție
- Saint-Palais (reședință)
- Aïcirits-Camou-Suhast
- Amendeuix-Oneix
- Amorots-Succos
- Arancou
- Arbérats-Sillègue
- Arbouet-Sussaute
- Arhansus
- Armendarits
- Aroue-Ithorots-Olhaïby
- Arraute-Charritte
- Ayherre
- La Bastide-Clairence
- Béguios
- Béhasque-Lapiste
- Bergouey-Viellenave
- Beyrie-sur-Joyeuse
- Bidache
- Bonloc
- Bunus
- Came
- Domezain-Berraute
- Etcharry
- Gabat
- Garris
- Hélette
- Hosta
- Ibarrolle
- Iholdy
- Ilharre
- Irissarry
- Isturits
- Juxue
- Labets-Biscay
- Lantabat
- Larceveau-Arros-Cibits
- Larribar-Sorhapuru
- Lohitzun-Oyhercq
- Luxe-Sumberraute
- Masparraute
- Méharin
- Mendionde
- Orègue
- Orsanco
- Osserain-Rivareyte
- Ostabat-Asme
- Pagolle
- Saint-Esteben
- Saint-Just-Ibarre
- Saint-Martin-d'Arberoue
- Suhescun
- Uhart-Mixe

## Date demografice
În 2021, cantonul avea 21.920 locuitori, înregistrând o creștere cu +3,52% față de 2015 (Pyrénées-Atlantiques: +3,43%, Franța fără Mayotte: +5,44%).